# Дорфманит
Дорфмани́т — редкий минерал, образующийся в результате изменений ломоносовита, и он хорошо растворим в воде. Минерал был впервые описан в 1963 году М.Д. Дорфманом и К.К. Абрашевым как "гипергенный фосфат натрия" на керне рисчорритов на горе Расвумчорр в Хибинах. Дальнейшие исследования и названия провел Ю.Л. Капустин в 1980 году. Дорфманит встречается в различных местах Хибинского и Ловозерского щелочных массивов, а также на Кольском полуострове. Он представлен в виде порошковатых агрегатов на поверхности выветрелых глыб и керна высокощелочных пород. Типовыми местами нахождения дорфманита считаются две точки в Хибинском массиве: гигантский пегматит штольни Материальная на горе Юкспор и гора Коашва.